# Paul Claude Silva
Paul Claude Silva (1922 - ) é um botânico norte-americano .